# Carl Adam Petri
Carl Adam Petri (12. července 1926 v Lipsku - 2. července 2010 v Siegburgu) byl německý matematik a počítačový vědec. V roce 1962 vytvořil Petriho síť jako součást své disertační práce: Kommunikation mit Automaten na Univerzitě v Bonnu. Petriho sítě se hustě používají na poli paralelních a distribuovaných systémů. Petri oficiálně odešel do důchodu roku 1991. Jeho přínos je vidět v Teorii sítí, v teoriích interakcí a konečně vedly k formálním studiím „softwarových spojů“.
V roce 2003 byl poctěn nizozemskou královnou Beatrix titulem Velitel v řádu nizozemského lva. Petri byl také čestným profesorem na Universitě v Hamburku.